# 3152 Jones
3152 Jones (1983 LF) là một tiểu hành tinh vành đai chính được phát hiện ngày 7 tháng 6 năm 1983 bởi Alan C. Gilmore và Pamela M. Kilmartin ở Mount John.